# کامپودارزگو
کامپودارزگو (به ایتالیایی: Campodarsego) یک کومونه در ایتالیا است که در استان پادووا واقع شده‌است.

## خصوصیات
کامپودارزگو ۲۵٫۶۱ کیلومترمربع مساحت و ۱۲٬۸۹۰ نفر جمعیت دارد و ۱۷ متر بالاتر از سطح دریا واقع شده‌است.